# Ford (Northumberland)
Ford – wieś i civil parish w Anglii, w hrabstwie Northumberland. Leży 79 km na północ od miasta Newcastle upon Tyne i 476 km na północ od Londynu. W 2011 roku civil parish liczyła 493 mieszkańców.